# Hohenbergia jamaicana
Hohenbergia jamaicana är en gräsväxtart som beskrevs av Lyman Bradford Smith och George Richardson Proctor. Hohenbergia jamaicana ingår i släktet Hohenbergia och familjen Bromeliaceae.
Artens utbredningsområde är Jamaica. Inga underarter finns listade i Catalogue of Life.